# الكدين (العدين)

تعديل مصدري - تعديل

الكدين محلة تابعة لقرية وادي شريط، التابعة لعزلة بلاد المليكي بمديرية العدين إحدى مديريات محافظة إب في الجمهورية اليمنية.، بلغ تعداد سكانها 191 حسب تعداد اليمن لعام 2004.